# Robert Havemann
Robert Havemann, né le 11 mars 1910 à Munich et mort le 9 avril 1982 à Grünheide, est un chimiste allemand, résistant, juste parmi les nations, enseignant et député puis dissident d’Allemagne de l’Est.

## Biographie
Il étudie la chimie à Berlin et à Munich de 1929 à 1933 puis reçoit un doctorat en chimie physique de l’Institut Kaiser-Wilhelm d'anthropologie, d'hérédité humaine et d'eugénisme.
Havemann rejoint le Parti communiste d'Allemagne (KPD) en 1932 et travaille pour la Résistance jusqu’à son arrestation par la Gestapo en 1943. Il est condamné à mort mais en raison de ses compétences, il est employé comme chercheur pendant son incarcération.
Après la guerre, il est nommé à la tête de l’Institut Kaiser Wilhelm de Berlin pour la chimie et l’électrochimie mais en 1948 il est écarté de ce poste à la suite des pressions politiques des autorités américaines de Berlin-Ouest. Il poursuit son travail scientifique à l’institut jusqu’au jour de 1959 où il est banni de son laboratoire.
Il est alors professeur de chimie physique à l’université Humboldt à Berlin-Est. Il devient membre du Volkskammer en 1959 et reçoit un prix national en 1959.
En 1963, il présente un discours sur Les aspects scientifiques des problèmes philosophiques (« Un marxisme sans dogme »), est banni du parti au pouvoir, le Parti socialiste unifié d'Allemagne (SED), et licencié de son poste à l’université, officiellement pour avoir donné un entretien à un journal de Berlin-Ouest.
Son fils Florian Havemann (né le 12 janvier 1952 à Berlin Est) fuit à Berlin-Ouest en 1971.
Havemann continue son travail de critique du socialisme et est assigné à résidence en 1976 chez lui dans le village de Grunheide. Cette situation dure jusqu'à sa mort en 1982, après qu’il a longtemps souffert d'une maladie pulmonaire.
Il est réhabilité par le Parti socialiste unifié d'Allemagne en 1989.
En 2005, le mémorial israélien de l'Holocauste, Yad Vashem lui décerne le titre de Juste parmi les nations.